# Mujū
Mujū Dōkyō (en japonés: 無住道曉; 1 de enero de 1227 - 9 de noviembre de 1312), con nombre de nacimiento Ichien Dōkyō, fue un monje budista del periodo Kamakura japonés.
Algunos autores lo consideran un monje Rinzai debido a su compilación del Shasekishū y libros similares de kōans, pero hay buena evidencia de que también era un entusiasta estudiante de las sectas Tendai, Tierra Pura y Hosso, y ocasionalmente se lo coloca en las sectas Shingon y Ritsu.

## Escritos
- Arena y guijarros (Shasekishū)『沙石集』
- Espejo para esposas (Tsuma Kagami)『妻鏡』
- Digresiones (Sōdanshū)『雑談集』